# Valenciennes
Valenciennes (em neerlandês: Valencijn; em latim: Valentianae) é uma cidade e comuna do norte da França, no departamento de Nord, junto ao rio Escalda (Escaut). Em 2010 a comuna tinha 43 859 habitantes (densidade: 3 169 hab./km²). A sua região metropolitana tinha 399 677 habitantes em 1999. Seus habitantes são chamados valenciennois.

## História
A primeira menção de Valenciennes consta em um documento lavrado no ano de 693 e assinado por Clóvis II. No século IX a região sofreu investidas dos normandos. Durante o período  Carolíngio a cidade desenvolveu-se. Em 1008 uma peste foi subsequente a uma terrível escassez frumentária assolou a região.
No século XIV, a Torre de Dodenne foi construída. No século XV, o Condado de Hainaut, Valenciennes inclusa, se tornou parte das senhorias do duque de Borgonha. Em 1524, enquanto da Guerra Italiana, o Imperador Carlos V do Sacro Império, senhor de Hainaut, acampou perto da cidade. Com suas manufaturas de lã e linho finos, a cidade era então economicamente forte.
Por volta de 1560 Valenciennes tornou-se um dos primeiros centros calvinistas. Em 1562 ali ocorreu o primeiro ato de resistência à perseguição religiosa nos Países Baixos, quando uma multidão soltou alguns protestantes condenados a ser executados na estaca. Em 1580 o controle da cidade, até então um reduto seguro para os calvinistas, foi retomado por Alessandro Farnese da qual em seguido o protestantismo foi erradicado.
Pelo Tratado de Nijmegen, o controle de Valenciennes (1678) com a circunvizinha parte sul do Condado de Hainault passaram à França, dividindo o antigo Condado ao meio. Logo depois disso Vauban visitou a cidade na sua missão por fortalecer as fronteiras setentrionais do reino da França.
A partir do dia 23 de maio 1793, durante a revolução francesa, a cidade defendida por 9 000 homens foi sitiada por 150 000 homens dos exércitos austríacos e britânicos e tomada no dia 28 de julho do mesmo ano.

## Economia
Valenciennes é historicamente famosa por sua tecelagem em lã e linho. Até os anos setenta, as indústrias principais eram do aço e a têxtil. Desde então estas atividades declinaram, e as atividades focalizaram principalmente a produção de automóveis. Em 2001 a Toyota construiu ali a sua linha de montagem do Toyota Yaris na Europa Ocidental. Por conta disso, o desemprego, que era particularmente alto na região, encontra-se abaixo da média nacional.

### Sistema de transportes públicos
O eléctrico de Valenciennes é um sistema dedicado de transporte público que serve Valenciennes e sua aglomeração, no norte da França. Em 2014, compreende duas linhas com um total de 33,8 km de pistas e 48 estações.

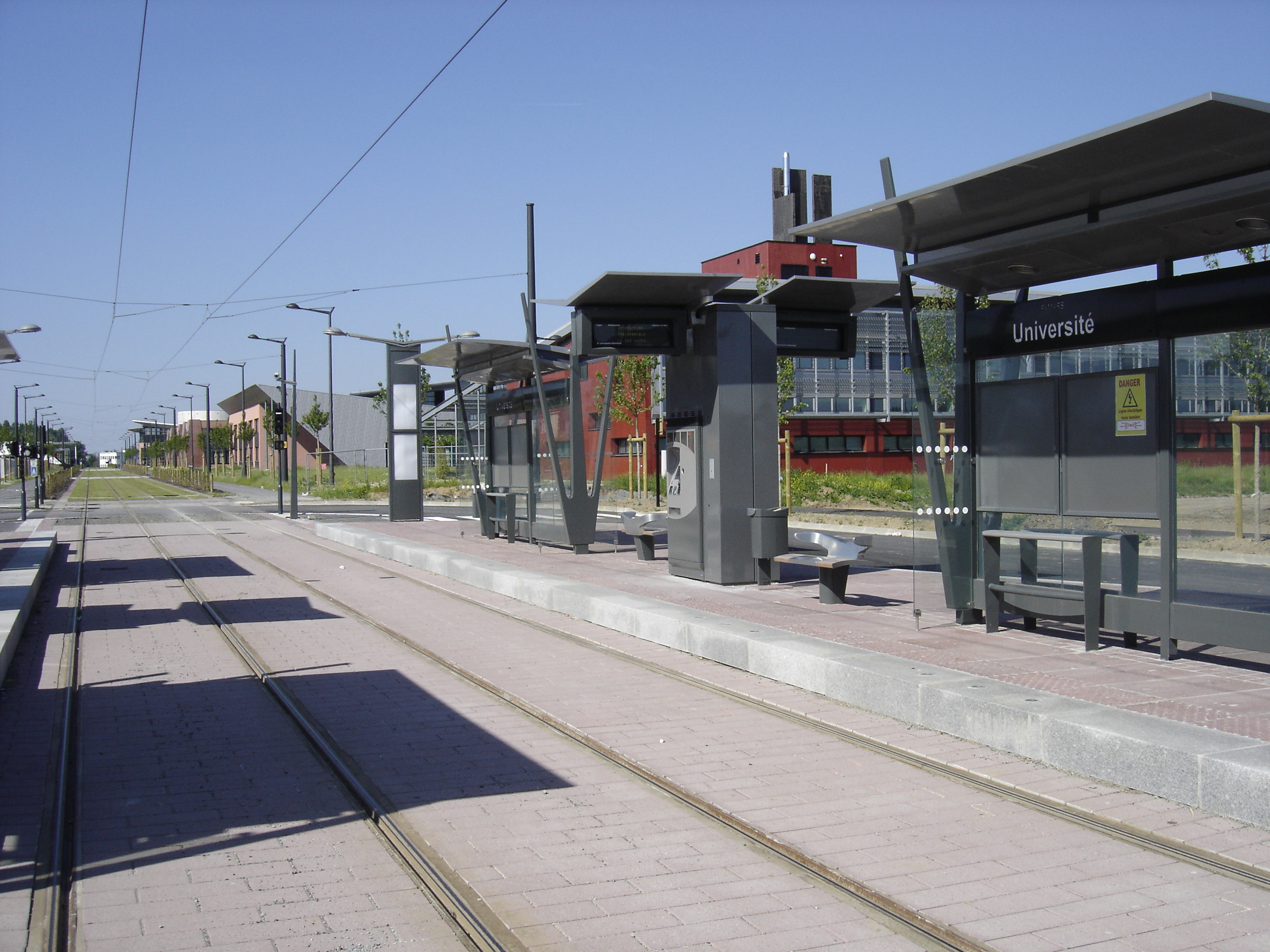
linha de eléctricos de Valenciennes - estação da Université.

A rede moderna, que reintroduz o modo de trânsito de eléctricos (trems urbanos) após o seu abandono em 1966, foi lançada em 3 de julho de 2006 com a abertura de uma primeira seção de 9,5 km e 19 estações entre a Universidade e Dutemple. Foi alargado a Denain Espace Villars em 3 de Setembro de 2007, tendo custado 242,75 milhões de Euros.
A segunda linha entre Vieux-Condé Le Boulon e Université foi inaugurada no dia 24 de fevereiro de 2014.

## Administração
Valenciennes é uma sub-prefeitura do departamento Nord.

### Lista de prefeitos de Valenciennes desde 1947
- 1947 - 1988: Pierre Carous
- 1988 - 1989: Olivier Marlière
- 1989 - 2002: Jean-Louis Borloo [nota 1]
- 2002 - 2012 : Dominique Riquet [nota 2]
- 2012 - exercicío : Laurent Degallaix

### Monumentos e atrações turísticas

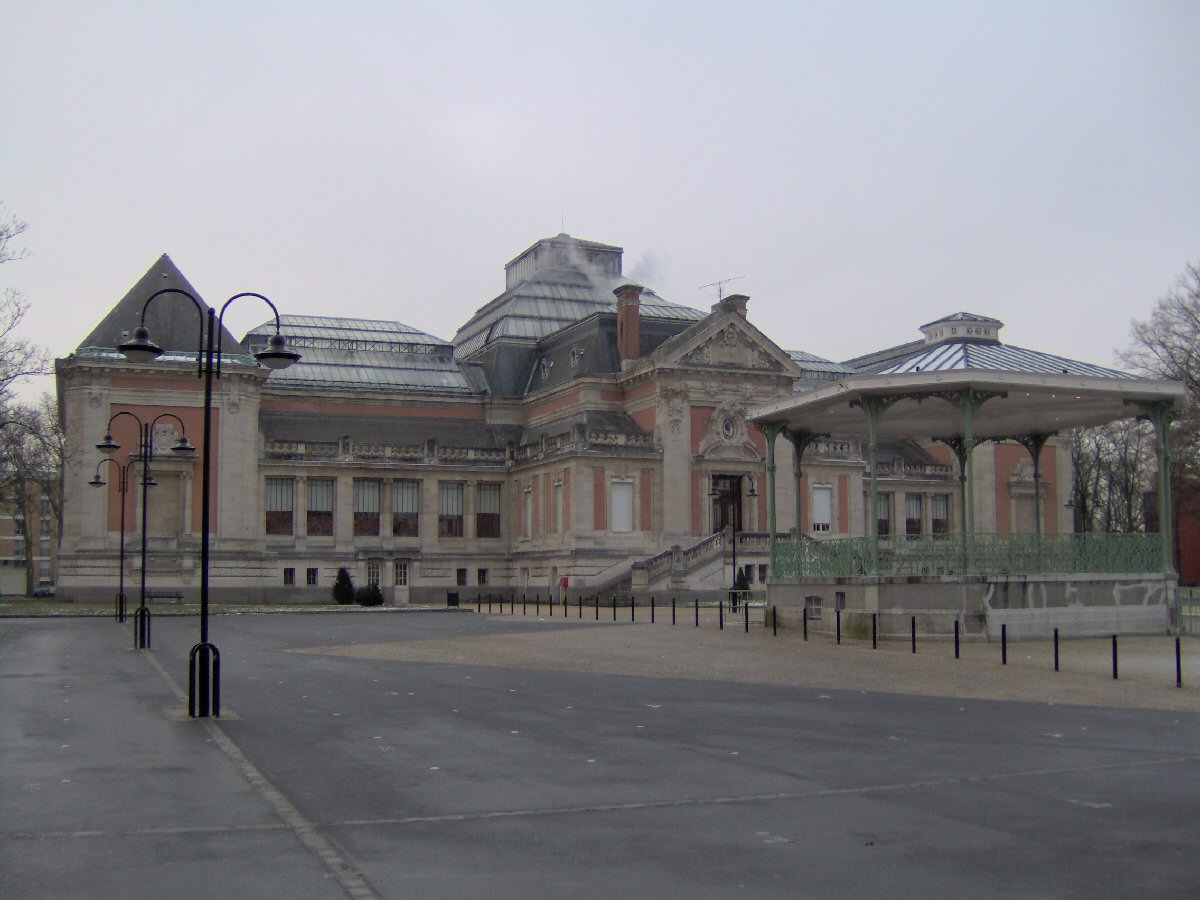
Museu de Belas Artes de Valenciennes.

A Linha Hindenburg passava por Valenciennes durante a I Guerra Mundial, o que levou-a a grande destruição.  Valenciennes foi novamente quase totalmente destruída durante a II Guerra, sendo então reconstruída.
Alguns monumentos sobreviventes:
- A fachada da Camara Municipal, que sobreviveu aos bombardeios da guerra.
- Notre-Dame du Saint-Cordon, alvo de peregrinação anual.
- La Maison Espagnole, remanescente da ocupação espanhola, terminada em 1678.
- A Torre Dodenne, parte remanescente das fortificações medievais que Carlos V mandou destruir.

### Pessoas nascidas em Valenciennes
- Cronista medieval Jean Froissart
- Rainha consorte da Inglaterra Filipa de Hainault
- pintor Antoine Watteau
- Jean-Baptiste van Mour
- escultor Jean-Baptiste Carpeaux
- desenhista Charles Eisen
- piloto de corridas Charles Nungesser
- piloto Edmond Marin La Meslée
- Jean Mineur
- actor Pierre Richard
- actor Jean Lefebvre
- arquitecto Henri Parent
- pintor e poeta Louis Cattiaux

### Cidades gêmeas
- - Agrigento (Sicília, Itália)
- - Düren (Alemanha)
- - Gliwice (Polônia)
- - Medway (Inglaterra, Reino Unido)
- - Moscou (Rússia)
- - Nacka (Suécia)
- - Ôbuda (Hungria)
- - Salgótarján (Hungria)
- - Yichang (China)